# Wackernagels Gesetz

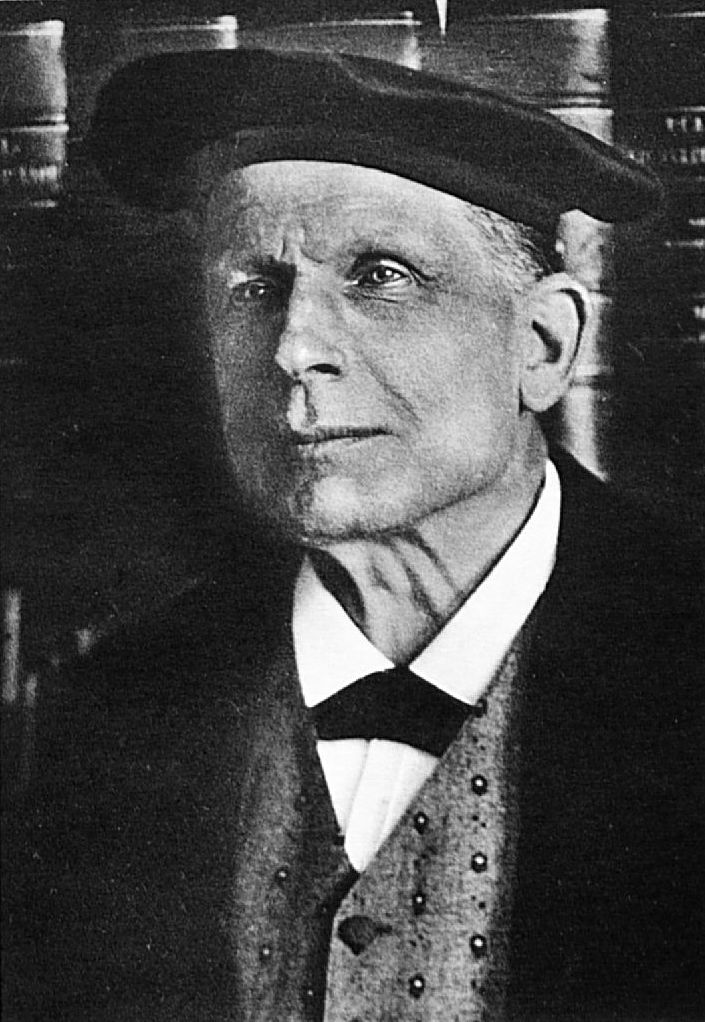
Namensgeber Jacob Wackernagel (1853–1938), Schweizer Indogermanist und Sprachwissenschaftler

Wackernagels Gesetz, auch Wackernagel-Gesetz oder wackernagelsches Gesetz genannt, ist eine Verallgemeinerung über die Stellung von Enklitika und anderen kleinen schwachbetonten postpositiven Wörtern im Satz. Meist bekannt als Gesetz über die „Zweitstellung“ von Enklitika in indogermanischen Sprachen, hat dieses Gesetz verschiedene Formulierungen je nach Forscher und Sprache, für die die Geltung dieses Gesetzes festgestellt wird. In einer allgemeinen Form erfordert das Gesetz, dass Enklitika und ggf. andere kleine schwachbetonte postpositive Wörter innerhalb (am Ende) des ersten phonologischen Wortes des Satzes stehen. Der allgemeine indogermanische Charakter dieses Gesetzes wurde vom Schweizer Sprachwissenschaftler Jacob Wackernagel bewiesen. Die Geltung des Gesetzes lässt sich in vielen indogermanischen Sprachzweigen beobachten. Wackernagel stützte sich auf das Material des Altgriechischen, Lateinischen, Altindischen, Altiranischen, Germanischen und Keltischen.
Moderne Forschung versteht unter dem wackernagelschen Gesetz die Summe von Wortstellungsparametern, die in jeweiliger Sprache die Stellung von Enklitika und ggf. anderen ähnlichen prosodisch schwachen postpositiven Wörtern im Satz beschreiben.
Diese Erscheinung lässt sich in einigen modernen indogermanischen Sprachen noch immer beobachten, z. B. in zahlreichen slawischen Sprachen.